# Alphonse Ratisbonne
Alphonse Ratisbonne NDS, właściwie: Marie-Alphonse Ratisbonne (ur. 1 maja 1814 w Strasburgu, zm. 6 maja 1884 w En Kerem) – francuski duchowny katolicki, konwertyta z judaizmu, zakonnik, fundator instytucji religijnych i charytatywnych, mistyk, misjonarz, autor książek religijnych.

## Życiorys
Pochodził z zamożnej i wpływowej rodziny żydowskiej w Alzacji. Po studiach prawniczych w Paryżu zaczął pracować w banku, należącym do jego wuja. Wówczas był radykalnym ateistą i materialistą. Nawrócenie na katolicyzm swojego brata Théodore'a przyjął skrajnie wrogo. Wyjechał na Bliski Wschód, a następnie odwiedził Rzym, gdzie 20 stycznia 1842 w kościele św. Andrzeja „delle Fratte” miał objawienie Matki Bożej połączone z ekstazą, które wpłynęło na jego konwersję na katolicyzm, pogodzenie się z bratem oraz wybór nowego celu w życiu: pracę misyjną dla nawrócenia Żydów. Przyjął też nowe imię „Marie” na cześć Maryi, której kultowi poświęcił się szczególnie. Wspólnie z Théodore'em założyli w 1843 zakon żeński Zgromadzenie Sióstr Matki Bożej Syjonu. Święcenia kapłańskie przyjął w 1847 i wstąpił do Towarzystwa Jezusowego. Pragnąc jednak całkowicie poświęcić się nawróceniu Żydów, opuścił zakon za zgodą papieża Piusa IX, przeniósł Siostry Syjońskie do Jerozolimy w 1855 i tam z własnego majątku wybudował dla nich w 1856 nowy klasztor wraz z Bazyliką Ecce Homo, szkołą i sierocińcem dla dziewcząt. W 1860 sfinansował budowę klasztoru św. Jana w En Kerem wraz z kościołem i nowym sierocińcem dla dziewcząt. W Jerozolimie wybudował sierociniec Świętego Piotra dla chłopców wraz ze szkołą mechaniki. W En Kerem zamieszkał wraz z kilkoma współpracownikami (Ojcami Syjońskimi, Pères de Sion), i tu aż do śmierci działał na rzecz konwersji Żydów i muzułmanów na chrześcijaństwo.
W 1847 wydał książkę o mistyce kultu maryjnego „Monument à la gloire de Marie” („Pomnik na chwałę Maryi”).